# Aeronautics Defense Orbiter
Orbiter Mini UAV System je laka bespilotna letjelica koju proizvodi izraelska tvrtka Aeronautics Defense Systems. Namijenjena je vojnim i sigurnosnim misijama kao što su izviđanje, sukobi niskog intenziteta, urbane borbe te bliske ISTAR misije (obavještavanje, nadzor, određivanje mete i izviđanje). Orbiter je s velikim uspjehom korišten na području Bliskog istoka.
Bespilotna letjelica je predstavljena javnosti tijekom pariškog air showa 2005. godine. U potpunosti je proizvedena od karbonskog kompozita a pokreće je električni motor koji stvara mali zvučni obris. Letjelica je opremljena optičkom i infracrvenom kamerom, podatkovnim linkom te navigacijskim sustavima (GPS i INS). Ovisno o modelu, Orbiter može provesti u zraku od minimalno dva do maksimalno osam sati.

## Inačice
- Orbiter I: inačica teška 6,5 kg s doletom od 50 km i trajanjem leta od dva do tri sata.
- Orbiter II: inačica teška 9,5 kg čije trajanje leta iznosi između tri i tri i pol sata.
  - Orbiter II M: modificirana inačica.
- Orbiter III: inačica teška 20 kg s trajanjem leta od šest do osam sati. Prototip je predstavljen 2011. godine.

## Korisnici
- Izrael: izraelska ratna mornarica je 2010. odabrala Orbiter II kao bespilotnu letjelicu kojom će opremiti neke od svojih borbenih brodova.[2][3]
- Azerbajdžan: tijekom 2009. godine, azerska Vlada i predstavnici tvrtke Aeronautics Defense Systems su potpisali ugovor prema kojem bi se u Azerbajdžanu izgradila tvornica za proizvodnju bespilotnih letjelica i borbenih zrakoplova.[4] U ožujku 2011. je domaća tvrtka Azad Systems naručila od Izraela dva Orbitera II M[5] te je kasnije proizvela vlastitu inačicu koja je testirana u teškim vremenskim uvjetima.[6] Letjelice su danas u službi azerske kopnene vojske.[7]
- Finska: 26. travnja 2012. finsko Ministarstvo obrane je odlučilo nabaviti Orbiter bespilotne letjelice.[8] Očekuje se da će kopnenoj vojsci biti dostavljeno 55 letjelica.[9]
- Hrvatska: hrvatska vojska. Vezija Orbiter III (3B) u uporabi od 2019.[10]
- Irska: irska vojska.[7]
- Meksiko: meksička savezna policija.[7][11] Sredinom prosinca 2010. jedna letjelica se srušila u teksaškom El Pasu zbog čega je pokrenuta istraga.[12]
- Peru: peruanska vojska je u travnju 2010. nabavila tri Orbitera II preko posredničke tvrtke Sarosca SA Projects.[13]
- Poljska: zemlja je 2007. godine nabavila šest Orbitera.[14] 2012. je poljsko Ministartvo obrane odbilo kupiti osam bespilotnih letjelica jer je izraelski proizvođač prekršio uvjete ugovora.[14] Prije tog spora, zemlji je prodano najmanje 50 Orbitera.[15]
- Srbija: Vojska Srbije je 2008. godine nabavila deset Orbitera čija ukupna vrijednost iznosi 700.000 USD.[16] Također, u Izrael je poslana skupina srpskih vojnih operatera zbog obuke o upravljanju ovim bespilotnim letjelicama.[16][17]
- Uganda: Ministarstvo obrane Ugande je 2011. godine s izraelskom tvrtkom Aeronautics Defense Systems sklopilo ugovor o nabavci dvije letjelice Orbiter II.[18]

## Tehničke karakteristike (Orbiter I)
Osnovne karakteristike
- dužina: 1 m
- raspon krila: 2,2 m
- visina: 0,12 m

Letne karakteristike
- najveća brzina: 140 km/h
- dolet: 50 km
- najveća visina leta: 5.500 m
- motor: 1× električni motor